# Glans subquadrata
Glans subquadrata är en musselart som först beskrevs av Carpenter 1864.  Glans subquadrata ingår i släktet Glans och familjen Carditidae. Inga underarter finns listade i Catalogue of Life.